# Alfred Schätz
Alfred Schätz (* 6. Juli 1940)  ist ein ehemaliger Berufsoffizier des österreichischen Bundesheeres mit dem letzten Dienstgrad General. Von 1990 bis 2003 war Schätz Leiter des Heeres-Nachrichtenamtes (HNA).

## Leben
Schätz absolvierte 1960 bis 1961 im Bundesheer seinen Grundwehrdienst bei der Artillerie und besuchte anschließend die Theresianische Militärakademie. 1964 wurde er als Leutnant ausgemustert und diente bis 1969 in der 9. Panzergrenadierbrigade. Innerhalb dieses Verbandes führte Schätz eine mit M42-Flakpanzern ausgestattete Kompanie des Panzerartilleriebataillons 9 in Baden sowie eine mit  AMX-13-Panzern ausgerüstete Kompanie des Jagdpanzerbataillons 1 in Wiener Neustadt.
In den Jahren 1969 bis 1972 absolvierte Schätz den Generalstabskurs an der Landesverteidigungsakademie und legte eine Abschlussarbeit zum Thema „Der militärische Nachrichtendienst in einem neutralen Staat“ vor. Als Offizier des Generalstabsdienstes war Schätz bis 1975 dem Heeres-Nachrichtenamt als Hauptreferatsleiter für Militärische Sicherheit zugeteilt, ehe er zur 9. Panzergrenadierbrigade zurückkehrte und bis 1976 Kommandant des nunmehr mit der Panzerhaubitze M109 ausgerüsteten Panzerartilleriebataillons 9 in Baden wurde. 1977 wechselte Schätz wieder ins Heeres-Nachrichtenamt und wurde Hauptreferatsleiter Ost sowie  stellvertretender Abteilungsleiter der Auswertungsabteilung. 1980 wurde er zum Abteilungsleiter der Auswertungsabteilung ernannt. 1990 wurde Schätz schließlich zum Leiter des Heeres-Nachrichtenamtes bestellt, das er bis 2003 leitete.
Im Ruhestand war Schätz von 2004 bis 2007 Berater des Bundesministers für Landes-Verteidigung für die Umsetzung der Beschlüsse der Bundesheerreformkommission. 2005 begann er ein Doktoratsstudium der Politikwissenschaft an der Universität Wien, legte eine Dissertation über „Die sowjetische Militärpolitik im Kalten Krieg und die österreichische dauernde Neutralität“ vor und erhielt 2008 den akademischen Grad Dr. phil.

## Haltung zur Wehrpflicht
Auf einer Podiumsdiskussion sagte Schätz, „Grundwehrdiener sechs Monate auszubilden und dann nicht mehr einzusetzen, sei unökonomisch und eine vergeudete Investition“. Unter dem Bundesminister für Verteidigung Günther Platter setzte Schätz als Mitglied der Reformkommission 2005 die Umstrukturierung des Bundesheeres um, die neben der Schließung von Dienststellen auch die Verkürzung der Wehrpflicht vorbereitete. Ihm wird eine Nähe zur ÖVP und eine Befürwortung eines Berufsheers nachgesagt.

## Werke
- Alfred Schätz: Die sowjetische Militärpolitik im Kalten Krieg und die österreichische dauernde Neutralität – Dissertation an der Universität Wien 2008 (PDF; 6,69 MB)

## Auszeichnungen
Als Schätz 2003 in Pension ging, erhielt er „einen der höchsten amerikanischen Orden“. Die unter seiner Leitung betriebene Zusammenarbeit des HNA mit der NSA war Medienberichten zufolge nicht durch das Neutralitätsgesetz gedeckt. 2015 erhielt er den Tiroler Adler-Orden in Silber, der ihm von Günther Platter überreicht wurde.